# Gosiulus conformatus
Gosiulus conformatus är en mångfotingart som beskrevs av Chamberlin 1940. Gosiulus conformatus ingår i släktet Gosiulus och familjen Parajulidae. Inga underarter finns listade i Catalogue of Life.